# Liste von Sakralbauten in Laatzen
Die Liste von Sakralbauten in Laatzen nennt Kirchengebäude und andere Sakralbauten in Laatzen, Region Hannover, Niedersachsen.

## Liste
| Bild | Name                     | Stadtteil       | Koordinaten                     | Konfession der Gemeinde |
| ---- | ------------------------ | --------------- | ------------------------------- | ----------------------- |
|      | Christ Embassy           | Alt-Laatzen     | 52° 18′ 54,5″ N, 9° 47′ 16,9″ O | freikirchlich           |
|      | Immanuel-Kirche          | Alt-Laatzen     | 52° 18′ 52,1″ N, 9° 47′ 9,2″ O  | evangelisch-lutherisch  |
|      | Kapelle                  | Alt-Laatzen     | 52° 18′ 55,6″ N, 9° 47′ 6,2″ O  | evangelisch-lutherisch  |
|      | St.-Mathilden-Kirche     | Alt-Laatzen     | 52° 18′ 54,3″ N, 9° 47′ 19,4″ O | römisch-katholisch      |
|      | Thomaskirche „Die Arche“ | Laatzen-Mitte   | 52° 18′ 32″ N, 9° 48′ 48,5″ O   | evangelisch-lutherisch  |
|      | St.-Nikolai-Kirche       | Ingeln-Oesselse | 52° 16′ 48,7″ N, 9° 53′ 4,7″ O  | evangelisch-lutherisch  |
|      | St.-Josef-Kirche         | Gleidingen      | 52° 16′ 17,7″ N, 9° 50′ 14,9″ O | römisch-katholisch      |
|      | St.-Gertruden-Kirche     | Gleidingen      | 52° 16′ 11,8″ N, 9° 50′ 22,5″ O | evangelisch-lutherisch  |
|      | St.-Marien-Kirche        | Grasdorf        | 52° 18′ 1″ N, 9° 48′ 1″ O       | evangelisch-lutherisch  |
|      | Laatzen Camii            | Grasdorf        | 52° 18′ 14,7″ N, 9° 48′ 10,2″ O | IGMG                    |
|      | St.-Oliver-Kirche        | Laatzen-Mitte   | 52° 18′ 32,7″ N, 9° 48′ 56,8″ O | römisch-katholisch      |
|      | St.-Petri-Kirche         | Rethen          | 52° 17′ 12,3″ N, 9° 49′ 28″ O   | evangelisch-lutherisch  |